# Тайронза (Арканзас)
Тайронза (англ. Tyronza) — місто (англ. city) в США, в окрузі Пойнсетт штату Арканзас. Населення — 716 осіб (2020).

## Географія
Тайронза розташована за координатами 35°29′14″ пн. ш. 90°21′23″ зх. д. / 35.48722° пн. ш. 90.35639° зх. д. (35.487276, -90.356410).  За даними Бюро перепису населення США в 2010 році місто мало площу 3,92 км², уся площа — суходіл.

## Демографія
Згідно з переписом 2010 року, у місті мешкали 762 особи в 324 домогосподарствах у складі 216 родин. Густота населення становила 194 особи/км².  Було 357 помешкань (91/км²). 
Расовий склад населення:
| - 94,5 % — білих - 2,8 % — чорних або афроамериканців - 0,1 % — вихідців з тихоокеанських островів - 1,0 % — осіб інших рас |

До двох чи більше рас належало 1,6 %. Іспаномовні складали 2,6 % від усіх жителів.
За віковим діапазоном населення розподілялося таким чином: 23,8 % — особи молодші 18 років, 61,2 % — особи у віці 18—64 років, 15,0 % — особи у віці 65 років та старші. Медіана віку мешканця становила 41,1 року. На 100 осіб жіночої статі у місті припадало 89,6 чоловіків;  на 100 жінок у віці від 18 років та старших — 91,7 чоловіків також старших 18 років.
Середній дохід на одне домашнє господарство  становив 54 370 доларів США (медіана — 36 094), а середній дохід на одну сім'ю — 62 429 доларів (медіана — 41 625). За межею бідності перебувало 27,4 % осіб, у тому числі 45,8 % дітей у віці до 18 років та 22,1 % осіб у віці 65 років та старших.
Цивільне працевлаштоване населення становило 399 осіб. Основні галузі зайнятості: виробництво — 15,5 %, роздрібна торгівля — 13,0 %, освіта, охорона здоров'я та соціальна допомога — 13,0 %.